# 20-N: los últimos días de Franco
20-N: los últimos días de Franco es una miniserie de aproximadamente 180 minutos, dirigida por Roberto Bodegas, escrita por Lorenzo Silva y Antonio Onetti (guionista de El Lobo y GAL) producida por Mundo Ficción y emitida por Antena 3 el día 20 de noviembre de 2008. Relata la agonía del jefe del Estado español y sus últimos días.

## Argumento
La película cuenta la larga agonía del dictador y sus últimas actuaciones como jefe del Estado. El personaje de Francisco Franco lo encarna el veterano actor español Manuel Alexandre (último trabajo del intérprete), y la esposa del general, Carmen Polo, es representada por Vicky Peña. El personaje del príncipe Juan Carlos recayó en Fernando Cayo. La película fue grabada teniendo en cuenta las opiniones y relatos de los más allegados a Francisco Franco: su familia y el equipo médico que le atendió hasta su muerte, el 20 de noviembre de 1975.
La serie está marcada por los asesinatos de los terroristas miembros de ETA, la agonía del general y la invasión de Marruecos al Sahara español. En la película se aprecia el desarrollo de la dura agonía que sufrió el personaje, así como sus intervenciones médicas y decisiones políticas, todo ello grabado en el Palacio de El Pardo, residencia del dictador.
Finalmente, el general fallece en la residencia sanitaria de la Paz y el príncipe de España, Juan Carlos I, asume como su sucesor a título de Rey.

## Galardones
- Premios ATV 2008 a la Mejor TV Movie.